# Lophothericles
Lophothericles is een geslacht van rechtvleugeligen uit de familie Thericleidae. De wetenschappelijke naam van dit geslacht is voor het eerst geldig gepubliceerd in 1977 door Descamps.

## Soorten
Het geslacht Lophothericles omvat de volgende soorten:
- Lophothericles alfa Kevan, 1954
- Lophothericles armatus Descamps, 1977
- Lophothericles browni Dirsh, 1964
- Lophothericles burri Descamps, 1977
- Lophothericles carinatus Descamps, 1977
- Lophothericles carinifrons Karsch, 1889
- Lophothericles crassipes Descamps, 1977
- Lophothericles dirshi Descamps, 1977
- Lophothericles disparilis Bolívar, 1914
- Lophothericles dogodea Kevan, 1954
- Lophothericles dondoanae Descamps, 1977
- Lophothericles euchore Bolívar, 1914
- Lophothericles faurei Descamps, 1977
- Lophothericles ferreirai Descamps, 1977
- Lophothericles flavifrons Descamps, 1977
- Lophothericles forceps Descamps, 1977
- Lophothericles fuscus Karny, 1910
- Lophothericles greatheadi Descamps, 1977
- Lophothericles inhacae Descamps, 1977
- Lophothericles inhaminga Descamps, 1977
- Lophothericles kongoni Sjöstedt, 1910
- Lophothericles magnus Descamps, 1977
- Lophothericles malawi Descamps, 1977
- Lophothericles malosae Descamps, 1977
- Lophothericles marginatus Descamps, 1977
- Lophothericles mayungudsi Descamps, 1977
- Lophothericles merehana Kevan, 1954
- Lophothericles modestus Descamps, 1977
- Lophothericles mucronatus Descamps, 1977
- Lophothericles multispinosus Descamps, 1977
- Lophothericles ohanus Descamps, 1977
- Lophothericles pallens Descamps, 1977
- Lophothericles pinheyi Descamps, 1977
- Lophothericles popovi Descamps, 1977
- Lophothericles punctulatus Karny, 1910
- Lophothericles rubripes Descamps, 1977
- Lophothericles shabani Descamps, 1977
- Lophothericles somali Descamps, 1977
- Lophothericles soudanicus Descamps, 1977
- Lophothericles turkanae Descamps, 1977
- Lophothericles wardi Descamps, 1977